# Polymixia sazonovi
Polymixia sazonovi är en fiskart som beskrevs av Kotlyar 1992. Polymixia sazonovi ingår i släktet Polymixia och familjen Polymixiidae. Inga underarter finns listade i Catalogue of Life.